# Football Club Kiryat Gat
Il Football Club Kiryat Gat, citato più semplicemente come Kiryat Gat, è una squadra di calcio femminile israeliana, unica sezione attiva dell'omonimo club con sede a Kiryat Gat, città del Distretto Meridionale. Milita in Women's Premier League, primo livello del campionato israeliano femminile di calcio.
All'estate 2022 con i suoi quattro titoli di Campione di Israele è il terzo club per quantità di campionati vinti dopo ASA Tel Aviv (8) e Maccabi Holon (6). Al termine della stagione 2020-2021 ha inoltre stabilito un primato, conquistando il primo triplete campionato, coppa e supercoppa della storia del calcio femminile israeliano, ripetendosi la stagione successiva.

## Storia
La squadra è stata fondata nel 2010 e iscritta al secondo livello del campionato femminile nazionale, in cui ha gareggiato per tre stagioni, fino a concludere la stagione 2012-2013 al primo posto e di conseguenza venire promossa in Ligat Nashim Rishona. Nella sua prima stagione in prima lega, è arrivata prima nei playoff inferiori, ma già nella stagione successiva è arrivata seconda ed è diventata una delle squadre di calcio più competitive della lega.
Nella stagione 2015-2016 ha vinto la Coppa nazionale femminile e la stagione successiva, guidata dall'allenatore Yaron Gafni, ha conquistato il suo primo titolo di Campione di Israele. Nella stessa stagione, è stata eliminata nella fase semifinale della Coppa d'Israele.
Nella stagione 2016-2017 la squadra ha vinto il secondo campionato consecutivo.
La stagione 2020-2021 è stata una stagione record per la squadra in cui ha vinto uno storico triplete ed è stata la prima squadra a raggiungere questa impresa quando ha vinto il campionato, la coppa e l'Athena Cup che è stata giocata per la prima volta in questa stagione. Nella stagione 2021-2022 è riuscita nell'impresa di ripetere questo traguardo.

## Palmarès
- Campionato israeliano: 7

2016-2017, 2017-2018, 2020-2021, 2021-2022, 2022-2023, 2023-2024, 2024-2025
- Coppa d'Israele femminile: 4

2015-2016, 2020-2021, 2021-2022, 2024-2025
- Coppa Atena: 2

2020-2021, 2021-2022

## Organico

### Rosa 2022-2023
Rosa, ruoli e numeri di maglia come da sito UEFA, aggiornati al 20 agosto 2022.
| N. |                    | Ruolo | Calciatrice               |
| -- | ------------------ | ----- | ------------------------- |
| 1  | Israele (bandiera) | P     | Fortuna Rubin             |
| 2  | Brasile (bandiera) | C     | Carol Arruda              |
| 4  | Israele (bandiera) | D     | Keren Or Edri             |
| 5  | Israele (bandiera) | D     | Tomer Zecharia            |
| 6  | Israele (bandiera) | D     | Shahar Nakav              |
| 7  | Israele (bandiera) | C     | Hili Shalom               |
| 8  | Brasile (bandiera) | C     | Sandra Francisca Perieira |
| 9  | Israele (bandiera) | A     | Batoul Khaled Dar Khalil  |
| 10 | Israele (bandiera) | C     | Shaked Horovitz           |
| 11 | Brasile (bandiera) | A     | Dany Helena               |

| N. |                    | Ruolo | Calciatrice      |
| -- | ------------------ | ----- | ---------------- |
| 12 | Israele (bandiera) | C     | Nichol Rantissi  |
| 13 | Israele (bandiera) | A     | Orian Biru       |
| 14 | Israele (bandiera) | C     | Yuval Nagar      |
| 15 | Israele (bandiera) | A     | Michaelit Workou |
| 18 | Ghana (bandiera)   | A     | Princella Adubea |
| 19 | Brasile (bandiera) | D     | Bruna Natieli    |
| 22 | Israele (bandiera) | C     | Opal Sofer       |
| 44 | Israele (bandiera) | C     | Libby Zelikowitz |
| 99 | Israele (bandiera) | P     | Miya De Russo    |